# فيبي ستانلي
فيبي ستانلي (بالإنجليزية: Phoebe Stanley)‏ هي مجدفة أسترالية، ولدت في 17 أكتوبر 1985 في غيلونغ في أستراليا.

## وصلات خارجية
- فيبي ستانلي على موقع الاتحاد الدولي للتجديف (الإنجليزية)
- فيبي ستانلي على موقع اللجنة الأولمبية الدولية (الإنجليزية)
- فيبي ستانلي على موقع أوليمبيديا (الإنجليزية)
- فيبي ستانلي على موقع اللجنة الأولمبية الأسترالية (الإنجليزية)